# Equació diferencial estocàstica
Una equació diferencial estocàstica (SDE) és una equació diferencial en la qual un o més dels termes són un procés estocàstic, donant lloc a una solució que també és un procés estocàstic. Els SDE tenen moltes aplicacions al llarg de les matemàtiques pures i s'utilitzen per modelar diversos comportaments de models estocàstics com els preus de les accions, models de creixement aleatori o sistemes físics que estan sotmesos a fluctuacions tèrmiques.
Els SDE tenen un diferencial aleatori que, en el cas més bàsic, és un soroll blanc aleatori calculat com la derivada d'un moviment brownià o, més generalment, d'una semimartingala. Tanmateix, altres tipus de comportament aleatori són possibles, com processos de salt com els processos de Lévy o semimartingales amb salts. Les equacions diferencials aleatòries es conjuguen amb les equacions diferencials estocàstiques. Les equacions diferencials estocàstiques també es poden estendre a varietats diferencials.

## Fons
Les equacions diferencials estocàstiques es van originar en la teoria del moviment brownià, en el treball d'Albert Einstein i Smoluchowski, encara que Louis Bachelier va ser la primera persona a qui es va acreditar la modelització del moviment brownià l'any 1900, donant un exemple molt primerenc de l'equació diferencial estocàstica que ara es coneix com a model de Bachelier. Alguns d'aquests primers exemples eren equacions diferencials estocàstiques lineals, també anomenades equacions de "Langevin" després del físic francès Langevin, que descriuen el moviment d'un oscil·lador harmònic subjecte a una força aleatòria. La teoria matemàtica de les equacions diferencials estocàstiques es va desenvolupar a la dècada de 1940 a través del treball innovador del matemàtic japonès Kiyosi Itô, que va introduir el concepte d'integral estocàstica i va iniciar l'estudi de les equacions diferencials estocàstiques no lineals. Un altre enfocament va ser proposat més tard pel físic rus Stratonovich, donant lloc a un càlcul similar al càlcul ordinari.